# Rastrojero Conosur
El Rastrojero Conosur fue un automóvil diseñado a partir del utilitario Rastrojero Diesel. Se trataba de un sedán de cuatro puertas especialmente diseñado para su uso en flotas de trabajo, especialmente taxis. Este coche fue fabricado por la empresa Bernametal de Argentina desde 1974 hasta 1979, año en el que finalizaron las operaciones de esta fábrica. Conosur era el nombre del chasis de IME convertido en coche, cuyo significado venía de la región del Cono Sur la localidad bonaerense de Quilmes, que fueron quienes, en su planta de la Av Hipólito Yrigoyen al 200 de la citada ciudad, modificaban las carrocerías del Rastrojero Diesel para convertirlo en automóviles destinados a ser usados como taxis. Actualmente en dicho lugar existe un concesionario de la marca Chevrolet y en los galpones donde se hacían las carrocerías existe una feria cubierta conocida como "Quilmes Outlet".
La parte delantera del coche era prácticamente del modelo de camioneta que salía de IME, pero a partir del parabrisas hacia atrás era un nuevo diseño de un automóvil cuatro puertas destinado para su uso como autos de trabajo.
En lo que a su mecánica se refiere, era la misma que equipaba al utilitario: un motor Indenor XD 4.88 de 1946 cm³, que erogaba una potencia de 60 CV, alimentado con gas-oil a través de un sistema de inyección indirecta Bosch EP / VA, todo esto acoplado a una caja de cambios Borgward de cuatro velocidades.
Su producción finalizó el 22 de mayo de 1979, al igual que toda la línea Rastrojero y todos los productos IME. Su producción básicamente fue destinada a su uso como taxi, aunque hoy por hoy suelen verse algunos modelos restaurados pero ya no como taxis, sino como vehículos particulares. se produjeron poco menos de 1000 ejemplares, de los cuales hoy solo sobreviven unos pocos.